# Catasetum sanguineum
Catasetum sanguineum är en orkidéart som beskrevs av John Lindley och Joseph Paxton. Catasetum sanguineum ingår i släktet Catasetum och familjen orkidéer.

## Underarter
Arten delas in i följande underarter:
- C. s. sanguineum
- C. s. viride